# Djibouti (quốc ca)
"Djibouti" (tiếng Somali: Jabuuti, tiếng Afar: Gabuuti, tiếng Ả Rập: Jibuti) là quốc ca của Djibouti. Bài hát được viết lời bởi Aden Elmi và phổ nhạc bởi Abdi Robleh năm 1977. Cũng trong năm đó, Djibouti giành được độc lập từ Pháp, và bài hát được chọn làm quốc ca.

## Lời
| Lời tiếng Somali | Lời tiếng Afar |
| --- | --- |
| Hinjinne u sara kaca Calankaan harraad iyo 𝄆 Haydaar u mudateen! 𝄇 Hir cagaarku qariyayiyo Habkay samadu tahayoo Xiddig dhi igleh hoorshoo Caddaan lagu hadheeyaay. 𝄆 Maxaa haybad kugu yaal. Maxaa haybad kugu yaal. 𝄇 | Soolisnuh inkih solaa Simbiliiy kah ningicle 𝄆 Bakaarat kah sugunne! 𝄇 Bulci kaak qaran sido Way gubi kak anxar lusa Cutukti caxte caydu Qidi wagri silaalo. 𝄆 Faylay heebati kumuu. Faylay heebati kumuu. 𝄇 |

### Dịch sangtiếng Việt
Hãy đứng lên cùng sức mạnh
Phất cao lá cờ thân thương của chúng ta
𝄆 Lá cờ được làm nên từ những khát khao và đớn đau tột cùng 𝄆
Lá cờ của ta mang màu xanh lục bất diệt của Trái Đất
Màu xanh lam của bầu trời
Màu trắng của hoà bình
Ngôi sao đỏ ở giữa tượng trưng cho dòng máu ta đổ xuống
𝄆 Ôi lá cờ trông thật tuyệt vời làm sao.
Ôi lá cờ trông thật tuyệt vời làm sao. 𝄆